# 夢遊動物園
《夢遊動物園》是改编自台湾漫畫家王登鈺的作品做的动画，讲的是眼盲男孩小傑，记得和父親去動物園的約定。
该动画片导演为華文慶，放映后入围金钟奖第51届动画节目奖，在三創親子影展上映。